# Bundesstraße 318
De Bundesstraße 318 (afkorting: B 318) is een 29 kilometer lange Bundesstraße in de Duitse deelstaat Beieren.
De weg begint aan de A8 bij Holzkirchrn en loopt via Gmund am Tegernsee naar Kreuth.

## Routebeschrijving
De B318 begint in de aansluiting Holzkirchen aan de A8. De weg loopt zuidwaarts langs Holzkirchen en Warngau en door Gmund am Tegernsee waar ze zowel de B472 kruist als een korte samenloop kent met de B307 en door Bad Wiessee om bij Kreuth te eindigen op de B307.
B2 · B2a · B2R · B3 · B4 · B4R · B8 · B10 · B11 · B12 · B13 · B13n · B14 · B15 · B15n · B16 · B17 · B18 · B19 · B20 · B21 · B22 · B23 · B25 · B26 · B26a · B27 · B28 · B28a · B29 · B30 · B31 · B31a · B32 · B33 · B33a · B34 · B35 · B36 · B37 · B38 · B38a · B39 · B44 · B45 · B47 · B85 · B89 · B131n · B173 · B276 · B278 · B279 · B285 · B286 · B287 · B289 · B290 · B291 · B292 · B293 · B294 · B295 · B296 · B297 · B298 · B299 · B300 · B301 · B302 · B303 · B304 · B305 · B306 · B307 · B308 · B309 · B310 · B311 · B312 · B313 · B314 · B315 · B316 · B317 · B318 · B319 · B340 · B378 · B388 · B415 · B425 · B426 · B462 · B463 · B464 · B465 · B466 · B467 · B468 · B469 · B470 · B471 · B472 · B491 · B492 · B500 · B505 · B512 · B523 · B532 · B533 · B535 · B588 · B999